# Elecciones a la Asamblea Regional de Cantabria de 1987
Las elecciones a la Asamblea Regional de Cantabria de 1987 se celebraron el 10 de junio. En estos comicios se estableció que la cámara tuviese 39 diputados, 4 más que en las anteriores elecciones. Alianza Popular (desde 1989, Partido Popular) no alcanzó la mayoría absoluta con 19 diputados. Fue investido como presidente del Gobierno de Cantabria Juan Hormaechea (independiente en las listas de AP). En 1989 el PP exigió su dimisión, pero Hormaechea siguió con un gobierno formado solo con independientes. En diciembre del año 1990, una moción de censura avalada por PP, PSC-PSOE, PRC y CDS desalojó del cargo a Hormaechea, quién fue sustituido por el socialista Jaime Blanco a la cabeza de un gobierno de coalición formado por PSC-PSOE, PP, PRC y CDS.
La legislatura se vio salpicada por diversas desavenencias dentro de los grupos parlamentarios. Así, en 1988 un diputado del PRC formó el PNC y otro pasó a AP. En noviembre de 1989, dos diputados del PP se enfrentaron a Hormaechea y dejaron el partido. En 1990, un diputado del PSC-PSOE pasó al Grupo Mixto; también en 1990, once diputados encabezados por el presidente Juan Hormaechea, dejaron el PP y se integraron en el Grupo Mixto (más tarde formarían la UPCA). Al final de la legislatura, la distribución de escaños era: PSC-PSOE, 12 escaños; UPCA, 11; PP, 7; PRC, 3; CDS, 2; PNC, 1; e independientes, 3.

## Resultados
| ← Elecciones a la Asamblea Regional de Cantabria de 1987 → |                                                                 |                      |         |       |         |     |
| Presidente y gobierno | Partido                                                         | Candidato            | Votos   | %     | Escaños | +/- |
| - Presidente: Juan Hormaechea (1987-1990) Jaime Blanco (1990-1991) - Gobierno: AP-Independientes (1987-1989) UPCA (1989-1990) PSOE-PP-PRC-CDS (1990-1991) - Censo: 395.043 - Votantes: 301.306 (76,30%) - Abstención: 93.737 (23,70%) - Válidos: 297.169 - A candidatura: 293.850 | Alianza Popular (AP)                                            | Juan Hormaechea      | 122.882 | 41,82 | 19      | +1  |
| - Presidente: Juan Hormaechea (1987-1990) Jaime Blanco (1990-1991) - Gobierno: AP-Independientes (1987-1989) UPCA (1989-1990) PSOE-PP-PRC-CDS (1990-1991) - Censo: 395.043 - Votantes: 301.306 (76,30%) - Abstención: 93.737 (23,70%) - Válidos: 297.169 - A candidatura: 293.850 | Partido Socialista Obrero Español (PSOE)                        | Jaime Blanco         | 87.828  | 29,89 | 13      | -2  |
| - Presidente: Juan Hormaechea (1987-1990) Jaime Blanco (1990-1991) - Gobierno: AP-Independientes (1987-1989) UPCA (1989-1990) PSOE-PP-PRC-CDS (1990-1991) - Censo: 395.043 - Votantes: 301.306 (76,30%) - Abstención: 93.737 (23,70%) - Válidos: 297.169 - A candidatura: 293.850 | Partido Regionalista de Cantabria (PRC)                         | Miguel Ángel Revilla | 38.202  | 13,00 | 5       | +3  |
| - Presidente: Juan Hormaechea (1987-1990) Jaime Blanco (1990-1991) - Gobierno: AP-Independientes (1987-1989) UPCA (1989-1990) PSOE-PP-PRC-CDS (1990-1991) - Censo: 395.043 - Votantes: 301.306 (76,30%) - Abstención: 93.737 (23,70%) - Válidos: 297.169 - A candidatura: 293.850 | Centro Democrático y Social (CDS)                               | Manuel Garrido       | 19.579  | 6,66  | 2       | +2  |
| - Presidente: Juan Hormaechea (1987-1990) Jaime Blanco (1990-1991) - Gobierno: AP-Independientes (1987-1989) UPCA (1989-1990) PSOE-PP-PRC-CDS (1990-1991) - Censo: 395.043 - Votantes: 301.306 (76,30%) - Abstención: 93.737 (23,70%) - Válidos: 297.169 - A candidatura: 293.850 | Coalición Izquierda Unida (IU)                                  |                      | 10.843  | 3,69  | 0       |     |
| - Presidente: Juan Hormaechea (1987-1990) Jaime Blanco (1990-1991) - Gobierno: AP-Independientes (1987-1989) UPCA (1989-1990) PSOE-PP-PRC-CDS (1990-1991) - Censo: 395.043 - Votantes: 301.306 (76,30%) - Abstención: 93.737 (23,70%) - Válidos: 297.169 - A candidatura: 293.850 | Partido Demócrata Popular (PDP)                                 |                      | 7.028   | 2,39  | 0       |     |
| - Presidente: Juan Hormaechea (1987-1990) Jaime Blanco (1990-1991) - Gobierno: AP-Independientes (1987-1989) UPCA (1989-1990) PSOE-PP-PRC-CDS (1990-1991) - Censo: 395.043 - Votantes: 301.306 (76,30%) - Abstención: 93.737 (23,70%) - Válidos: 297.169 - A candidatura: 293.850 | Partido de los Trabajadores de España-Unidad Comunista (PTE-UC) |                      | 3.233   | 1,10  | 0       |     |
| - Presidente: Juan Hormaechea (1987-1990) Jaime Blanco (1990-1991) - Gobierno: AP-Independientes (1987-1989) UPCA (1989-1990) PSOE-PP-PRC-CDS (1990-1991) - Censo: 395.043 - Votantes: 301.306 (76,30%) - Abstención: 93.737 (23,70%) - Válidos: 297.169 - A candidatura: 293.850 | Movimiento de los Radicales por Cantabria (MRC)                 |                      | 1.864   | 0,63  | 0       |     |
| - Presidente: Juan Hormaechea (1987-1990) Jaime Blanco (1990-1991) - Gobierno: AP-Independientes (1987-1989) UPCA (1989-1990) PSOE-PP-PRC-CDS (1990-1991) - Censo: 395.043 - Votantes: 301.306 (76,30%) - Abstención: 93.737 (23,70%) - Válidos: 297.169 - A candidatura: 293.850 | Partido Obrero Socialista Internacionalista (POSI)              |                      | 1.519   | 0,52  | 0       |     |
| - Presidente: Juan Hormaechea (1987-1990) Jaime Blanco (1990-1991) - Gobierno: AP-Independientes (1987-1989) UPCA (1989-1990) PSOE-PP-PRC-CDS (1990-1991) - Censo: 395.043 - Votantes: 301.306 (76,30%) - Abstención: 93.737 (23,70%) - Válidos: 297.169 - A candidatura: 293.850 | Coalición Plataforma Humanista (PH)                             |                      | 872     | 0,30  | 0       |     |
| - Presidente: Juan Hormaechea (1987-1990) Jaime Blanco (1990-1991) - Gobierno: AP-Independientes (1987-1989) UPCA (1989-1990) PSOE-PP-PRC-CDS (1990-1991) - Censo: 395.043 - Votantes: 301.306 (76,30%) - Abstención: 93.737 (23,70%) - Válidos: 297.169 - A candidatura: 293.850 | En blanco                                                       | N/A                  | 3.319   | 1,1   | N/A     | N/A |
| - Presidente: Juan Hormaechea (1987-1990) Jaime Blanco (1990-1991) - Gobierno: AP-Independientes (1987-1989) UPCA (1989-1990) PSOE-PP-PRC-CDS (1990-1991) - Censo: 395.043 - Votantes: 301.306 (76,30%) - Abstención: 93.737 (23,70%) - Válidos: 297.169 - A candidatura: 293.850 | Nulos                                                           | N/A                  |         |       | N/A     | N/A |

### Elección e investidura del Presidente
Las votaciones para la investidura del Presidente de Cantabria en el Parlamento tuvieron el siguiente resultado:
| Candidato                                             | Fecha                                                   | Voto       |    |    |   |   | Total |
| ----------------------------------------------------- | ------------------------------------------------------- | ---------- | -- | -- | - | - | ----- |
| Juan Hormaechea (AP)                                  | 22 de julio de 1987 Mayoría requerida: Absoluta (20/39) | Sí         | 19 |    |   |   | 19/39 |
| Juan Hormaechea (AP)                                  | 22 de julio de 1987 Mayoría requerida: Absoluta (20/39) | No         |    | 13 | 5 |   | 18/39 |
| Juan Hormaechea (AP)                                  | 22 de julio de 1987 Mayoría requerida: Absoluta (20/39) | Abstención |    |    |   | 2 | 2/39  |
| Juan Hormaechea (AP)                                  | 24 de julio de 1987 Mayoría requerida: Simple           | Sí         | 19 |    |   |   | 19/39 |
| Juan Hormaechea (AP)                                  | 24 de julio de 1987 Mayoría requerida: Simple           | No         |    | 12 | 5 |   | 17/39 |
| Juan Hormaechea (AP)                                  | 24 de julio de 1987 Mayoría requerida: Simple           | Abstención |    |    |   | 2 | 2/39  |
| Faltó a la segunda votación un diputado del PSC-PSOE. |                                                         |            |    |    |   |   |       |